# Schron amunicyjny „Las Wolski”

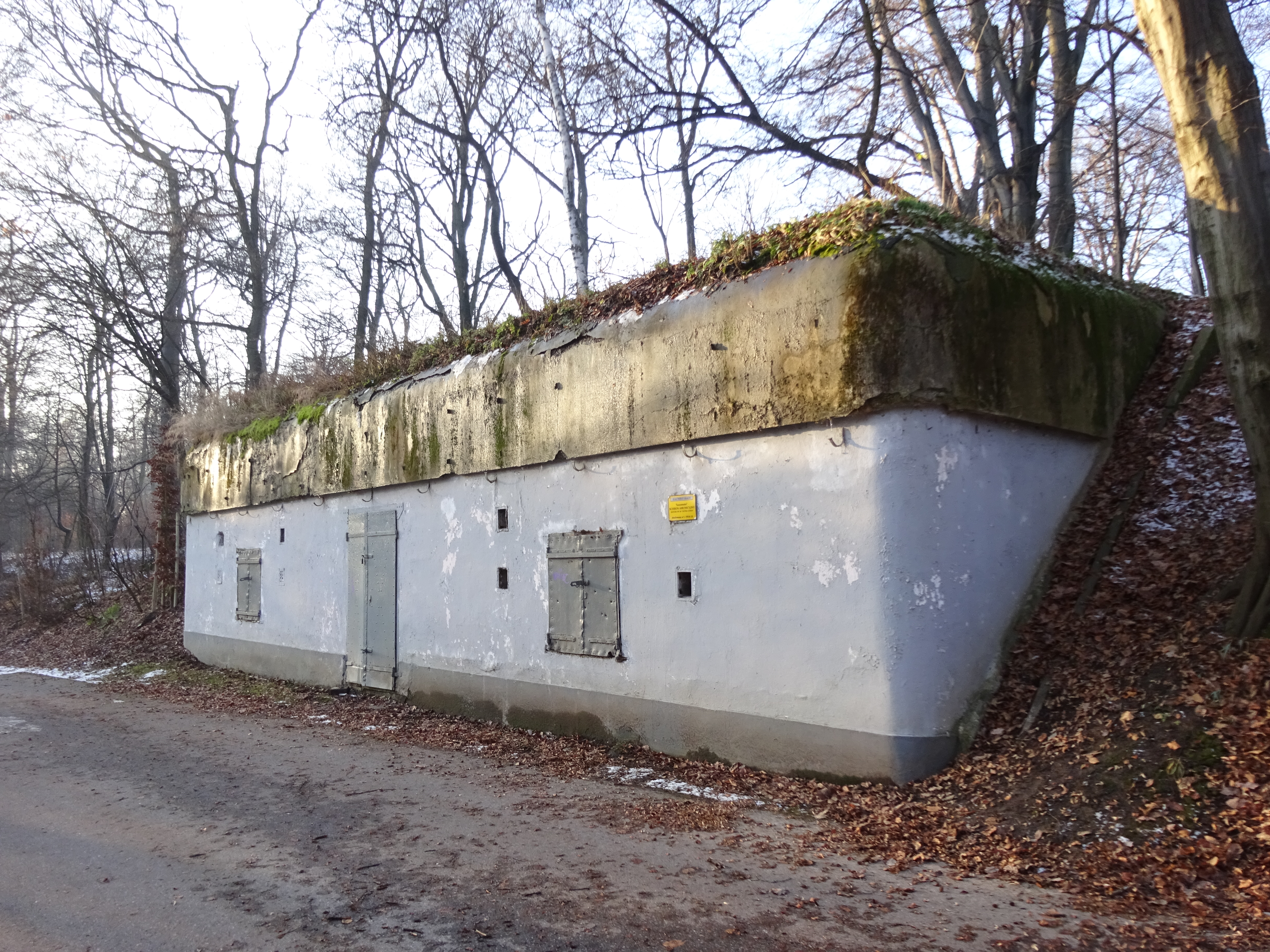
Schron obecnie

Schron amunicyjny „Las Wolski" – jeden z obiektów austriackiej Twierdzy Kraków. 
Znajduje się przy Alei Wędrowników, trasie spacerowej w Lesie Wolskim, na wschodnim stoku Ostrej Góry, ok. 500 metrów na zachód od krakowskiego zoo. Znajduje się też w niedalekim sąsiedztwie baterii FB-36 Ostra Góra.
Powstał w latach 1914–1915 według typowego projektu. Schron zbudowany jest z batonu i cegły. Posiada wzmocniony betonowy stropodach. Obecnie obiekt jest dobrze zachowany i niezdewastowany. 